# Estoril Open 1993
L'Estoril Open 1993 è stato un torneo di tennis giocato sulla terra rossa. È stata la 4ª edizione dell'Estoril Open, che fa parte della categoria ATP World Series nell'ambito dell'ATP Tour 1993, Il torneo si è giocato all'Estoril Court Central di Oeiras in Portogallo, dal 29 marzo al 5 aprile 1993.

## Campioni

### Singolare
Andrij Medvedjev ha battuto in finale  Karel Nováček con il punteggio di 6–4, 6–2

### Doppio
David Adams /  Andrej Ol'chovskij hanno battuto in finale  Menno Oosting /  Udo Riglewski con il punteggio di 6–3, 7–5